# Harry Gibson
Harry Gibson (ur. w XIX wieku - zm. w XX wieku) – kanadyjski kolarz torowy, złoty medalista mistrzostw świata.

## Kariera
Największy sukces w karierze Harry Gibson osiągnął w 1899 roku, kiedy zdobył złoty medal w wyścigu za startu zatrzymanego zawodowców podczas mistrzostw świata w Montrealu. W zawodach tych bezpośrednio wyprzedził dwóch reprezentantów Stanów Zjednoczonych: Hugh Mcleana oraz Kena Boake. Był to jednak jedyny medal wywalczony przez Gibsona na międzynarodowej imprezie tej rangi. Nigdy nie wystartował na igrzyskach olimpijskich. 